# Cupido

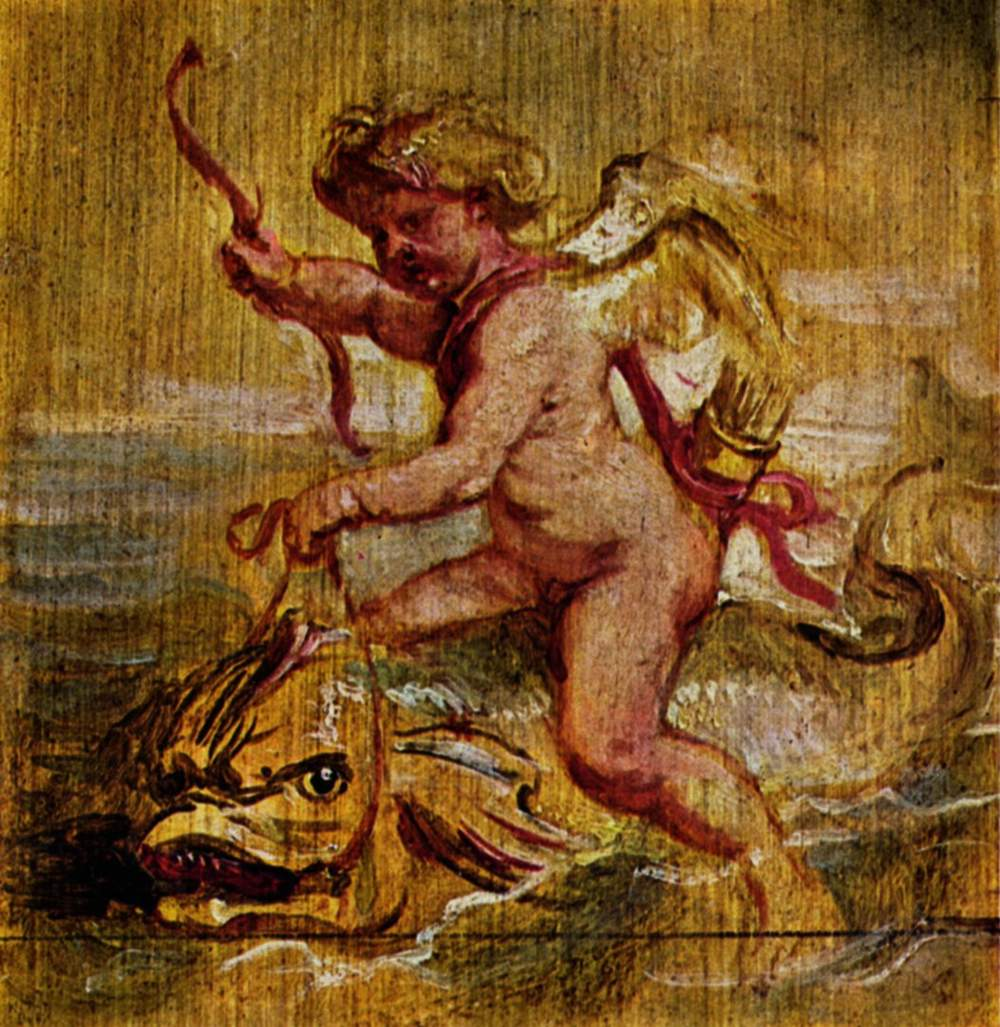
Amoret Cupido amb el Dofí per Peter Paul Rubens.

Cupido o Cupidell fou una deïtat romana, i de manera similar als déus Amor i Voluptes fou una versió romana del deu grec Eros i de Kāmadeva a la Mitologia hindú. Se'l fa responsable dels amors i les passions dels mortals.
Ha estat representat com un nen alat, un nadó o un jovenet àngel. Generalment reconegut com a fill de Venus i de Mart, com que és fill dels déus de l'amor i la guerra, Cupido resulta el déu dels enamorats, i crea d'eixa manera un enllaç entre l'amor i la tragèdia.
Astrild és el nom nòrdic referit a Amor o Cupido. El nom probablement és originat per les escriptures del segle xvii del poeta suec Georg Stiernhielm, i s'ha utilitzat des de llavors en la poesia nòrdica, sobretot durant les èpoques Barroca i Rococó. Astrild no apareix en la mitologia escandinava, tot i que el nom va ser utilitzat abans pel poeta suec Stiernhielm com a sinònim per als pinsans estrildats, (un tipus d'ocell).

## En l'art

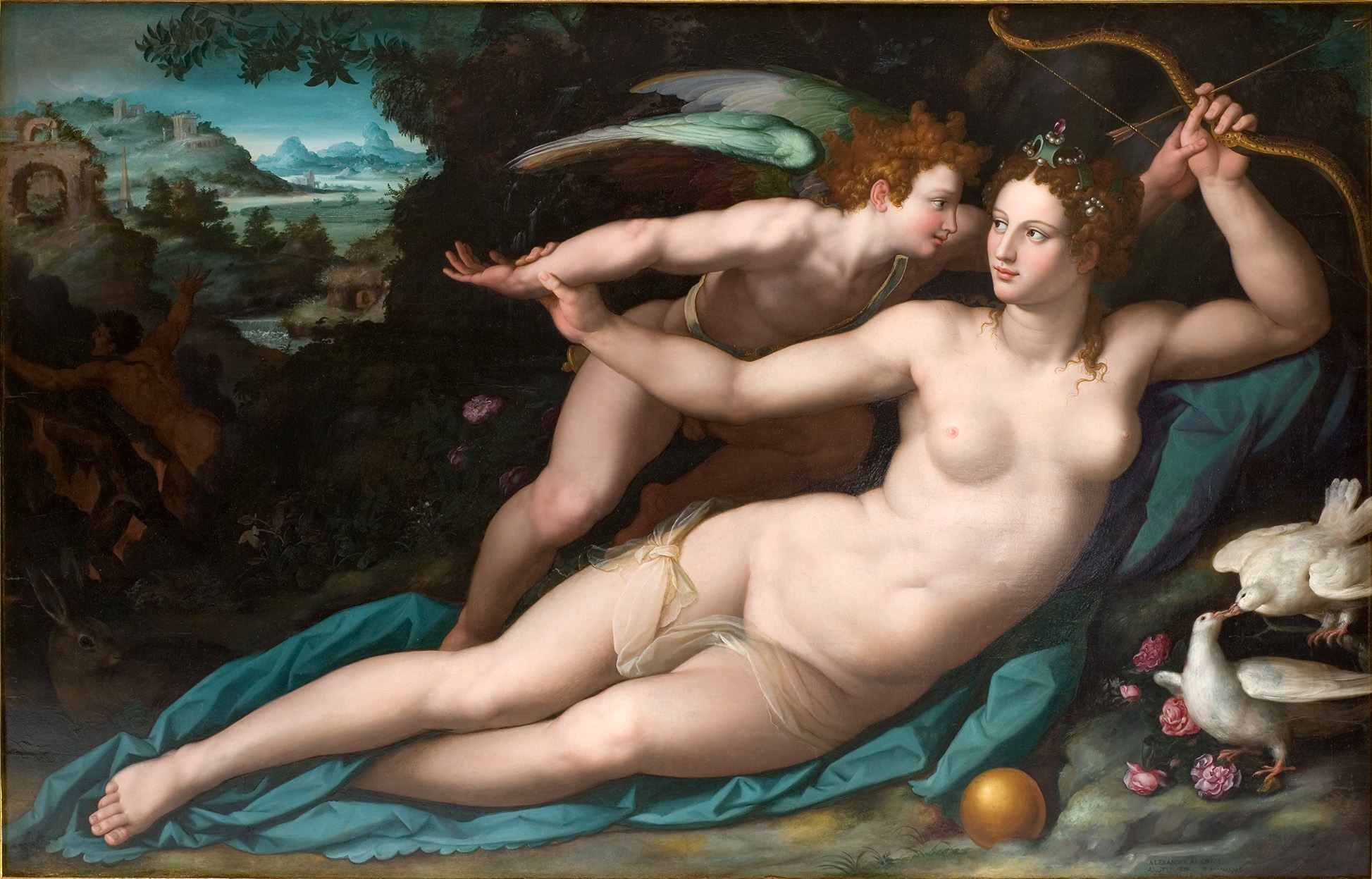
Cupido i Venus, d'Alessandre Allori. Museu Fabre, a Montpeller.

Comunament s'anomena cupido un adolescent o un xiquet de gran bellesa i tendresa en les seues formes. Els cupidos en l'art també són anomenats per alguns nuclis culturals amb l'afectuós apel·latiu d'amorets.
Durant l'època del Renaixement, Cupido solia sortir acompanyat de sa mare Venus en molts quadres. Tenia un arc i un carcaix amb fletxes de dos tipus: unes d'or amb la punta esmolada i lluents que provocaven l'amor a l'instant, i d'altres amb la punta roma i un plom sota la canya, que produïen el rebuig i la indiferència.
Segons la novel·la L'ase d'or d'Apuleu, Cupido, déu de l'amor, també va tenir una història amorosa no gaire fàcil: s'enamorà bojament d'una noia, filla de reis, Psique.
Quadres destacats de Cupidell:
- Venus i Cupido; P.P Rubens. Museu Thyssen-Bornemisza, Madrid.
- Venus i cupidells; Dalí. Col·lecció privada.
- Venus i Cupido amb un organista; Ticià. Museu del Prado, Madrid.
- L'Amor i Psique; F.Gérard. Museu del Louvre, París.
- Eros i Psique; Antoni i Canova. Museu del Louvre, París.
- Venus i Adonis; Il Veronese. Museu del Prado, Madrid.
- La Venus del mirall; D. Velázquez. National Gallery, Londres.